# 云机器人
云机器人（Cloud Robotics），是将云计算应用于机器人的技术。运用云计算的强大运算和存储能力，能够给机器人提供一个更智能的“大脑”。将机器人技术与云计算相结合，可以增强单个机器人的能力，执行提供复杂功能任务和服务，同时，分布在世界各地、具有不同能力的机器人如何开展合作，共享信息资源，完成更大、更复杂的任务。这将广泛扩展机器人的应用领域，加速和简化机器人系统的开发过程，降低机器人的构造和使用成本，无论是家庭机器人，工业机器人，医疗机器人，都具有极其深远的意义。比如，在云端可以建立机器人的“大脑”，包含知识库，深度学习，云辅助的图像识别和语音识别，移动机器人导航（如 Google 街景，语义环境模型，水下 环境模型库）,  大规模协作，任务规划，模块化机器人平台，职业机器人系统等  。

## 应用
- 移动机器人

Google 无人驾驶车就是一个典型的例子。Google 无人驾驶车采用云计算技术进行图像识别，环境模型（Street view）辅助系统导航，并同行不同个体的学习，将数据发回云端，不断增加知识库。将来，通过云计算，不同的车辆之间同行互相分享信息，才能在大城市大规模的有序高效的运行，每个车辆向云端实时传输自己的位置和环境信息，然后云端对不同车辆的任务分配和规划。
- 医疗护理机器人
- 家用机器人与智能家居
- 老年辅助
- 工业机机器人

## 相关研究
中科大RoboCup2014
2014年，中国科学技术大学与美国卡内基-梅隆大学机器人实机器人联合实验中，位于中国合肥的中科大“可佳”（KeJia）机器人与位于美国匹兹堡的卡内基-梅隆大学“可宝”（CoBot）机器人，借助云平台实现了远程合作与资源共享测试。实验中，云端向双方机器人提供多种知识源和数据源，“可佳”向“可宝”输送语义理解和自动规划服务，“可宝”向“可佳”输送大数据分析服务。借助于这些知识共享和远程合作，“可佳”与“可宝”分别完成了各自单独工作无法完成的测试任务。
RoboEarth
2011欧洲的瑞士联邦理工学院，德国慕尼黑科技大学，荷兰埃因霍温大学联合其他几个大学启动了 RoboEarth（机器人地球）研究计划。RoboEarth 是一个专门为机器人服务的网站，也是一个巨大的网络数据库系统，将基本的机器人技术同互联网的云计算系统相联接，利用远程数据中心提供的专业化智能服务，可有效实现机器人之间的知识分享，并提供执行各类复杂功能任务的服务。
RoboBrain
美国康奈尔大学和斯坦福主导，在美国军方和Google，微软等公司机构的支持的RoboBrain，将开发机器人大脑”Robo Brain，可以帮助机器人学习如何解决之前从未遇到的情况，不断学习增强技能。它借助于网络和云计算，帮助机器 人相互学习、共享知识，解决单个机器自我学习的局限性。
中科院LFRL
由中国科学院深圳先进技术研究院、香港科技大学和澳门大学在2019年提出的云机器人终生联邦学习框架和系统，全称是Lifelong Federated Reinforcement Learning，可以实现云机器人的终生学习，不断学习新的技能。它借助于云平台，帮助本地机器人相互学习、通过云平台共享知识，还借助联邦学习以保护本地机器人的隐私。
COALAS
ROS